# István Veréb
István Veréb (ur. 8 października 1987 w Szombathely) – węgierski zapaśnik walczący w stylu wolnym. Dwukrotny olimpijczyk. Siedemnasty w Pekinie 2008 w wadze 74 kg i trzynasty w Rio de Janeiro 2016 w kategorii 86 kg.
Brązowy medalista mistrzostw świata w 2013 i mistrzostw Europy w 2014, 2017 i 2019. Piąty na igrzyskach europejskich w 2015. Siódmy na uniwersjadzie w 2013. Dwunasty w Pucharze Świata w 2011. Trzeci na ME juniorów w 2007 roku.
Ośmiokrotny mistrz Węgier, w latach 2008 - 2012, 2015, 2016 i 2017 roku.
- Turniej w Pekin 2008 - 74 kg

Przegrał z Benem Askrenem z USA.
- Turniej w Rio de Janeiro 2016 - 86 kg

Przegrał z Rosjaninem Abdułraszydem Sadułajewem i w repasażach z Pedro Ceballosem z Wenezueli.